# Fachanwalt für Erbrecht
Der Fachanwalt  für Erbrecht ist eine Fachbezeichnung des Rechtsanwalts. Sie wurde von der Satzungsversammlung der Bundesrechtsanwaltskammer (BRAK) im Jahr 2005 beschlossen. Rechtsanwälte können diesen Titel erwerben, wenn sie entsprechende fachliche Kenntnisse im  Erbrecht nach § 14f der Fachanwaltsordnung  (üblicherweise durch erfolgreiches Bestehen eines sog. Fachanwalts-Lehrgangs) und eine nach § 5 Abs. 1 lit.m FAO vorgegebene Mindestanzahl von tatsächlich bearbeiteten Fällen nachweisen können.

## Bereiche
Nach § 14 f der Fachanwaltsordnung (FAO) sind besondere Kenntnisse im Erbrecht in folgenden Bereichen nachzuweisen:
- 1. materielles Erbrecht unter Einschluss erbrechtlicher Bezüge zum Schuld-, Familien-, Gesellschafts-, Stiftungs- und Sozialrecht,
- 2. Internationales Privatrecht im Erbrecht,
- 3. vorweggenommene Erbfolge, Vertrags- und Testamentsgestaltung,
- 4. Testamentsvollstreckung, Nachlassverwaltung, Nachlassinsolvenz und Nachlasspflegschaft,
- 5. steuerrechtliche Bezüge zum Erbrecht,
- 6. Besonderheiten der Verfahrens- und Prozessführung.

## Statistik
Zum 1. Januar 2024 sind 2.372 Fachanwälte für Erbrecht in Deutschland zugelassen.